# PBX3
PBX3 (англ. PBX homeobox 3) – білок, який кодується однойменним геном, розташованим у людей на короткому плечі 9-ї хромосоми. Довжина поліпептидного ланцюга білка становить 434 амінокислот, а молекулярна маса — 47 190.
| 10         |  | 20         |  | 30         |  | 40         |  | 50         |
| ---------- |  | ---------- |  | ---------- |  | ---------- |  | ---------- |
| MDDQSRMLQT |  | LAGVNLAGHS |  | VQGGMALPPP |  | PHGHEGADGD |  | GRKQDIGDIL |
| HQIMTITDQS |  | LDEAQAKKHA |  | LNCHRMKPAL |  | FSVLCEIKEK |  | TGLSIRGAQE |
| EDPPDPQLMR |  | LDNMLLAEGV |  | SGPEKGGGSA |  | AAAAAAAASG |  | GSSDNSIEHS |
| DYRAKLTQIR |  | QIYHTELEKY |  | EQACNEFTTH |  | VMNLLREQSR |  | TRPISPKEIE |
| RMVGIIHRKF |  | SSIQMQLKQS |  | TCEAVMILRS |  | RFLDARRKRR |  | NFSKQATEIL |
| NEYFYSHLSN |  | PYPSEEAKEE |  | LAKKCSITVS |  | QVSNWFGNKR |  | IRYKKNIGKF |
| QEEANLYAAK |  | TAVTAAHAVA |  | AAVQNNQTNS |  | PTTPNSGSSG |  | SFNLPNSGDM |
| FMNMQSLNGD |  | SYQGSQVGAN |  | VQSQVDTLRH |  | VINQTGGYSD |  | GLGGNSLYSP |
| HNLNANGGWQ |  | DATTPSSVTS |  | PTEGPGSVHS |  | DTSN       |  |            |

A: Аланін

C: Цистеїн

D: Аспарагінова кислота

E: Глутамінова кислота

F: Фенілаланін

G: Гліцин

H: Гістидин

I: Ізолейцин

K: Лізин

L: Лейцин

M: Метіонін

N: Аспарагін

P: Пролін

Q: Глутамін

R: Аргінін

S: Серин

T: Треонін

V: Валін

W: Триптофан

Кодований геном білок за функцією належить до активаторів. 
Задіяний у таких біологічних процесах, як транскрипція, регуляція транскрипції, альтернативний сплайсинг. 
Білок має сайт для зв'язування з ДНК. 
Локалізований у ядрі.